# Proteste contro la guerra in Iraq
A partire dalla fine del 2002 e continuando dopo l'invasione dell'Iraq del 2003, in tutto il mondo ci sono state manifestazioni di protesta contro la guerra in Iraq, spesso coordinate per verificarsi simultaneamente a livello globale. Dopo la più grande serie di dimostrazioni, il 15 febbraio 2003, lo scrittore del New York Times Patrick Tyler ha affermato che queste proteste dimostravano che c'erano due superpotenze sul pianeta: gli Stati Uniti e l'opinione pubblica mondiale.
Queste manifestazioni contro la guerra furono organizzate principalmente da organizzazioni contro la guerra, molte delle quali erano state formate in opposizione all'invasione dell'Afghanistan. In alcuni paesi arabi le manifestazioni furono organizzate dallo Stato. L'Europa vide la più grande mobilitazione di manifestanti, tra cui un raduno di tre milioni di persone a Roma, che è elencato nel Guinness dei primati come il più grande raduno contro la guerra di sempre.
Secondo l’accademico francese Dominique Reynié, tra il 3 gennaio e il 12 aprile 2003, 36 milioni di persone in tutto il mondo hanno preso parte a quasi 3.000 proteste contro la guerra in Iraq.
Negli Stati Uniti, secondo i sondaggi Gallup aggiornati al 14 settembre 2007, "Dall'estate del 2005, gli oppositori della guerra hanno iniziato a superare in numero i sostenitori. La maggioranza degli americani ritiene ora che la guerra sia stata un errore."